# Drozdówko (Drozdowo)
Drozdówko – przysiółek wsi Drozdowo w Polsce, położony w województwie zachodniopomorskim, w powiecie gryfickim, w gminie Karnice.
W latach 1975–1998 przysiółek administracyjnie należał do województwa szczecińskiego.